# Raimo Sirkiä
Raimo Sirkiä, född 7 februari 1951 i Helsingfors, är en finländsk operasångare (tenor).
Sirkiä inledde sin karriär som dansmusiker och var fyrfaldig finsk mästare på dragspel. Efter studier för Pekka Salomaa och Matti Tuloisela vid Sibelius-Akademin samt i Rom segrade han i Timo Mustakallio-tävlingen 1981 och framträdde därpå vid Operafestspelen i Nyslott. Han var 1983–1985 engagerad vid operan i Kiel och 1985–1991 vid operan i Dortmund. Från 1990 var han knuten till Finlands nationalopera; dessutom framträdde han ofta utomlands, bland annat i Stockholm, Hamburg och Bayreuth. År 2002 blev han konstnärlig ledare för Operafestspelen i Nyslott. År 2003 erhöll han Pro Finlandia-medaljen.
Främst kreerade Sirkiä dramatiska tenorroller, såsom Don José i Carmen, Rodolfo i La Bohème, Alfredo i La traviata, Otello och Don Carlos. Bland Wagnerrollerna märks Tannhäuser och Siegmund i Valkyrian.

## Utmärkelser
- Beniamino Giglipriset,  1993
- Pro Finlandia-medaljen av Finlands Lejons orden,  2003

[Redigera Wikidata]